# Diógenes Luna
Diógenes Luna Martínez (1º maggio 1977) è un ex pugile cubano.

## Palmarès

### Olimpiadi
- 1 medaglia:
  - 1 bronzo (Sydney 2000 nei pesi superleggeri)

### Mondiali dilettanti
- 1 medaglia:
  - 1 oro (Belfast 2001 nei pesi superleggeri)

### Giochi panamericani
- 1 medaglia:
  - 1 bronzo (Winnipeg 1999 nei pesi superleggeri)

### Giochi CAC
- 1 medaglia:
  - 1 oro (Maracaibo 1998 nei pesi welter)